# Valenciennes
Valenciennes (niz. Valencijn) je grad na sjeveru Francuske u regiji Nord-Pas-de-Calais, upravno središte istoimenog okruga te ujedno podprefektura departmana Nord. Grad pripada povijesnoj regiji  Hainaut.

## Zemljopisni položaj
Grad se nalazi na utoku rijeke Rhonelle u Schelde (koju Francuzi zovu Escaut), 50 km jugoistočno od Lillea, u blizini granice s Belgijom. Valenciennes je udaljen 106 kilometara od Bruxellesa i 200 kilometara od Pariza.

## Povijest

### Srednji vijek
Valenciennes se prvi put spominje godine 693. u pravnome dokumentu franačkog kralja Klodviga II. Verdunskim ugovorom godine 843. Valenciennes je ostao neutralan, na granici između Austrazije i Neustrije. 881. su šire područje oko grada opustošili Normani. Od 923. je Valenciennes u sklopu Donje Lotaringije; u razdoblju saske dinastije Otonovaca pod suverenitetom Svetog Rimskog Carstva postao je središte pogranične marke. 1008. je glad prouzročila strašnu epidemiju kuge. Prema lokalnoj predaji Blažena Djevica Marija je grad tada obavila konopcem koji je njegove stanovnike očuvao od kuge. Taj se događaj i danas obilježava hodočašćem.
U gradu su se zaredali mnogi grofovi, isprva kao valencienneski markgrofovi, od 1070. kao grofovi grofovije Hainaut. U 15. je stoljeću Valenciennes potpao pod burgundsko vojvodstvo.

### Pod Habsburgovcima
U 16. stoljeću grad je dio carstva njemačko-rimskog cara Karla V., koji ga je posjetio 1524. Razvojem tekstilne industrije cijeli se kraj gospodarski osamostalio.
Oko 1560. postao je rano središte kalvinizma, dvije godine kasnije došlo je do prvih akcija otpora protiv vjerskih progona u Nizozemskoj. 1580. je regiju, tada već moćno kalvinističko uporište, osvojio guverner španjolske Nizozemske Alessandro Farnese i iskorijenio protestantizam.

### Francuska vlast
Luj XIV. je 1677. zauzeo Valenciennes te je sporazumom u Nijmegenu godine 1678. Francuska preuzela od Španjolske nadzor nad gradom i cijelim južnim dijelom Hainaulta.
U vrijeme Napoleonskih ratova je od srpnja 1793. do kolovoza 1794. bio pod okupacijom englesko-habsburške vojske.

### 1. i 2. svjetski rat
U Prvom svjetskom ratu kroz grad je prolazila Hindenburgova linija, pa je Valenciennes tada teško stradao. Za Drugoga svjetskog rata grad je gotovo potpuno uništen.  Nakon bombardiranja 10. svibnja, u njega je 27. svibnja 1940. umarširala njemačka vojska. Anglo-američke snage su ga oslobodile 2. rujna 1944.

### Poratni Valenciennes
Valenciennes je obnovljen uglavnom betonskom arhitekturom. Do 1970-ih glavne industrije su bile industrije čelika i tekstila. U restrukturiranju gradske ekonomije veliku ulogu odigrala je automobilska industrija, danas najznačajnija. Osim domaćih proizvođača automobila poput PSA Peugeot Citroën, u Valenciennesu se od 2001. nalazi i Toyotina tvornica, gdje se proizvodi Toyota Yaris.

## Gradovi prijatelji
- Agrigento (Sicilija, Italija),
- Brioude (Haute-Loire, Francuska),
- Düren (Njemačka),
- Gliwice (Poljska),
- Medway (Engleska, Ujedinjeno Kraljevstvo),
- Miskolc (Mađarska),
- Moskva (Rusija),
- Nacka (Švedska),
- Óbuda (Mađarska),
- Salgótarján (Mađarska),
- Yichang (Kina).

|  | Portal Francuske – Pristup člancima s tematikom o Francuskoj. |